# Station Arnhem Centraal
Station Arnhem Centraal is het centraal station van de stad Arnhem, de hoofdstad van de Nederlandse provincie Gelderland. Het station is een belangrijk knooppunt in Oost-Nederland en in het spoorwegverkeer met Düsseldorf (D), Utrecht, Zwolle, Nijmegen, Tiel en de Achterhoek. Bovendien is het een overstapknooppunt voor het stads- en streekvervoer in het midden van Gelderland. Het huidige stationsgebouw is het vierde station op die plaats. Dit gebouw, naar ontwerp van Ben van Berkel, werd in 2015 opgeleverd. Arnhem Centraal was in 2016 met circa 40.000 in- en uitstappers van NS-treinen per dag (reizigers van andere spoorvervoerders niet meegerekend) in reizigersaantallen het 14de station van Nederland.
De perrons zijn bereikbaar via een gang/hal onder de sporen, met een ingang aan de zuidzijde, en aan de westzijde via een traverse boven de sporen, met een ingang aan de noordzijde (Sonsbeek-zijde).

## Geschiedenis

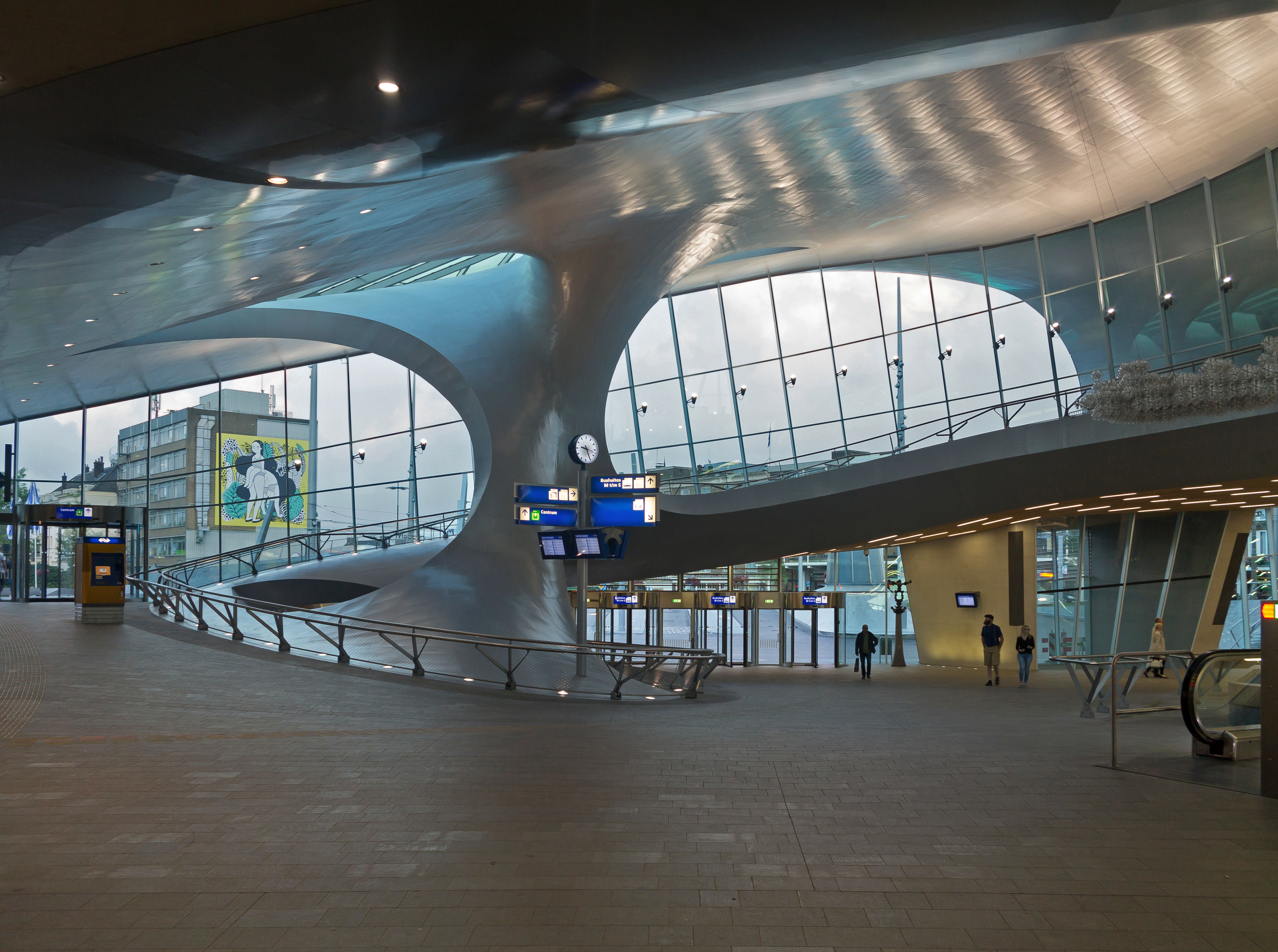
De structuur die het schaaldak draagt, door de architect "De Fronttwist" gedoopt, in de volksmond "De Wokkel" genoemd

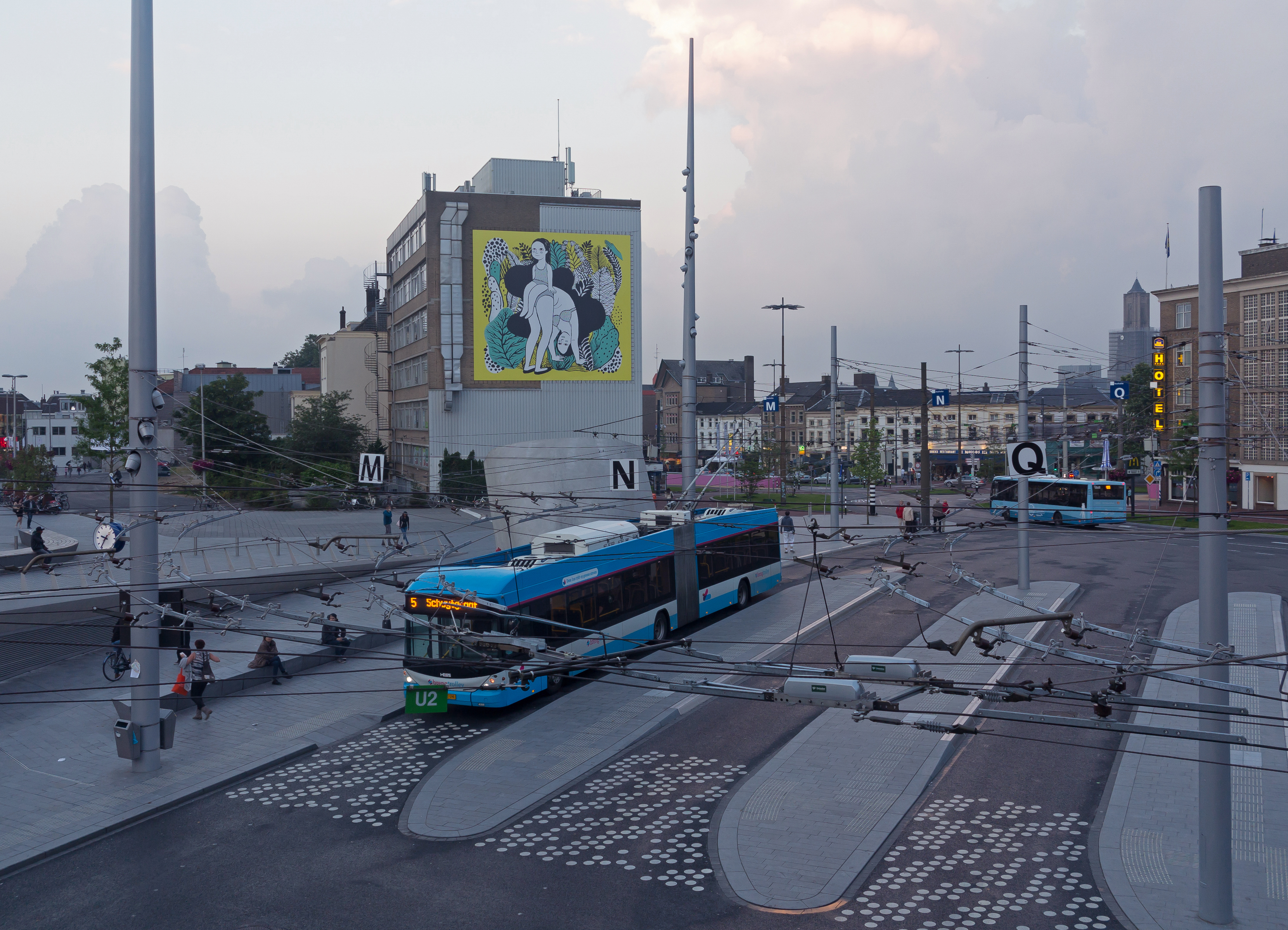
Het plein voor het station

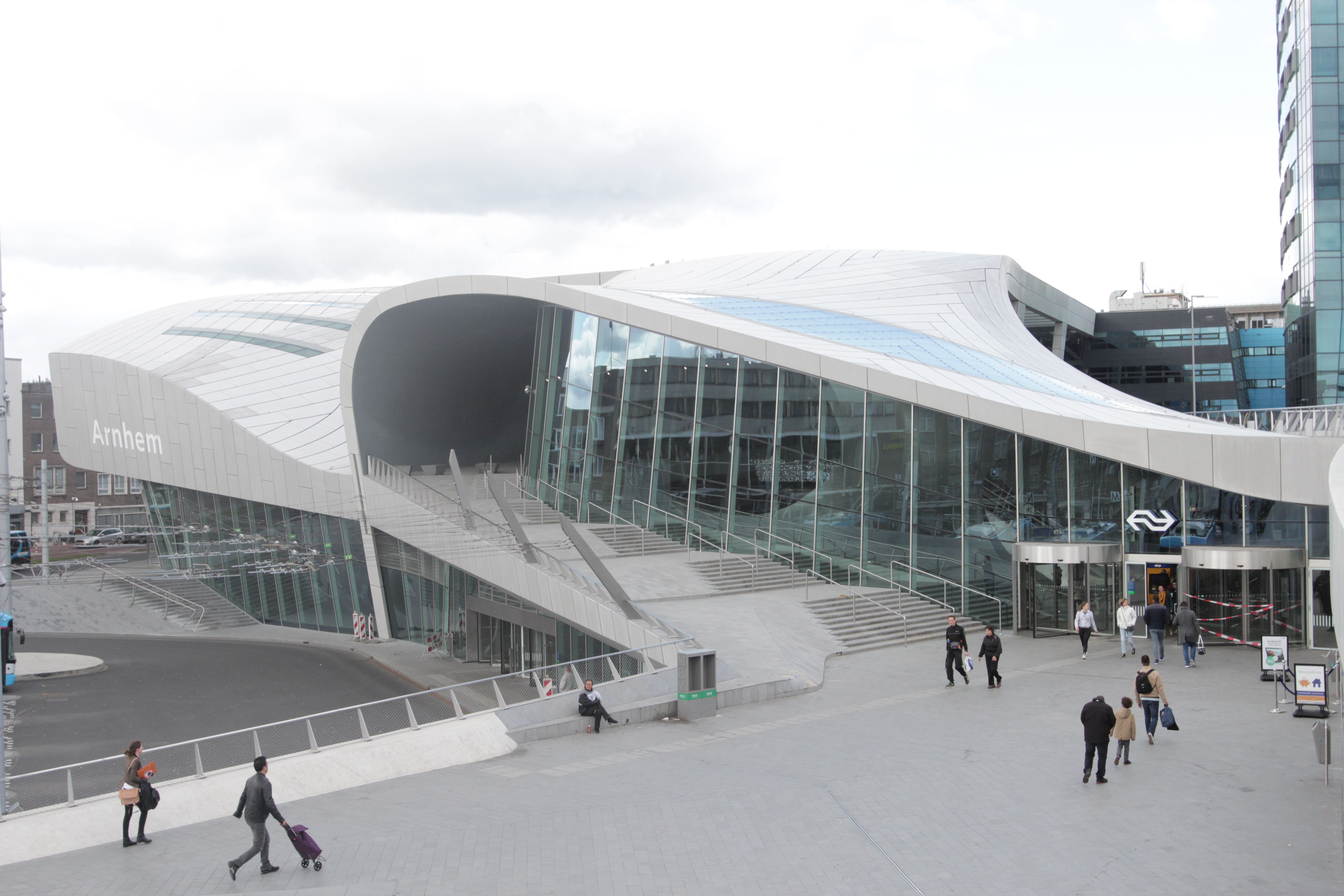
Voorzijde Station Arnhem Centraal

De opening van de Rhijnspoorweg, aangelegd en geëxploiteerd door de Nederlandsche Rhijnspoorweg-Maatschappij (NRS), bracht Arnhem een stuk dichter bij de rest van Nederland. Voor de opening van de spoorlijn was de reistijd naar Amsterdam nog zeventien en naar Den Haag vierentwintig uur. Aanvankelijk zou de spoorlijn langs de Rijn worden aangelegd, wat een goede uitwisseling tussen scheepvaart en spoor mogelijk zou maken. Bovendien zou het spoor dan niet door het heuvelachtige landschap ten noorden van Arnhem aangelegd hoeven te worden. Desondanks besloten Gedeputeerde Staten voor de laatste variant te gaan.
De hoogteverschillen werden overbrugd met een spoordijk. De spoorlijn werd feestelijk geopend op 14 mei 1845. Aanvankelijk reden er drie treinen per dag tussen Utrecht en Arnhem. Na moeizame onderhandelingen met Pruisen werd op 15 februari 1856 de verlenging van de Rhijnspoorweg naar Duitsland geopend. Op 1 februari 1865 werd Staatslijn A geopend. Deze spoorlijn, aangelegd door de Staat der Nederlanden en geëxploiteerd door de Maatschappij tot Exploitatie van Staatsspoorwegen (SS), verbond Arnhem met Deventer en (vanaf 1868) Leeuwarden. De NRS en SS gebruikten het NRS-station gezamenlijk. Door capaciteitsgebrek in het station besloten de NRS en de SS een nieuw station te bouwen, dat werd geopend in 1867. Arnhems derde spoorlijn, de door de Staat der Nederlanden aangelegde spoorlijn Arnhem - Nijmegen, werd geopend op 12 juni 1879.
Arnhem stelde voor deze spoorlijn aan de oostzijde van de stad aan te leggen. Arnhem breidde sterk in deze richting uit. Een gecombineerde spoor- en verkeersbrug op deze plek zou zeer welkom zijn. Uiteindelijk werd de spoorlijn in het westen van de stad aangelegd, met uitsluitend een spoorbrug over de Rijn. De gewenste verkeersbrug (de huidige John Frostbrug) werd uiteindelijk geopend in 1935.
Het stationsgebouw werd ernstig beschadigd tijdens de Slag om Arnhem in september 1944. Op 8 mei 1954 werd het nieuwe stationsgebouw, een ontwerp van H.G.J. Schelling, geopend.

### Project Arnhem Centraal
Vanaf eind jaren tachtig leefde het idee om het station van Arnhem te vervangen door een nieuw, groter station. In 1987 werd afgezien van de verbouwing van het bestaande station en begon de gemeente Arnhem met plannen om het station te vervangen door een nieuw gebouw. Na jaren van lobbyen ging eind 1989 de NS overstag. Architect Teun Koolhaas werd gekozen voor het ontwerp van een nieuw station, dat in 1992 gepresenteerd werd. Dit plan stuitte op veel kritiek, daar dit de sloop betekende van veel woonhuizen rond het station. In 1994 werd alsnog het bestemmingsplan goedgekeurd, maar na doorgaande protesten trok in oktober 1996 de gemeente Arnhem het ontwerp van Koolhaas uit de plannen terug.
Na het verwerpen van de plannen van Koolhaas werd architect Ben van Berkel gekozen voor een nieuw ontwerp. Dit plan werd positief ontvangen en werd dan ook goedgekeurd. In oktober 2001 werd de parkeergarage geopend als eerste deel van het nieuwe station en begin 2000 werd de Willemstunnel op het Willemsplein in gebruik genomen voor het autoverkeer. In maart 2003 kon dan het overdekte busstation geopend worden.
In 2005 werden de Rijntoren en de Parktoren (beide 70 meter hoog) opgeleverd, waarna de bouw van het daadwerkelijke stationsgebouw begon. Op 1 oktober 2006 werd een tijdelijk station geopend op ongeveer 200 meter ten oosten van het oude station. Het was door loopbruggen met de oostzijde van de drie perrons verbonden. De loopafstanden vanaf het streekbusstation aan de Utrechtseweg naar het station waren door de gekozen positie van het tijdelijke station vergroot. Vanwege de klachtenstroom van passagiers werden twee nooduitgangen van het tijdelijke station regulier opengesteld, zodat de loopafstand werd verkort. Ook vanaf het centrum was de loopafstand naar de perrons iets langer geworden en daarom werd begin 2007 een extra ingang aan de kant van het Willemsplein gemaakt.
Na de sloop van het oude station, eind 2007, kon een geheel nieuw station worden gebouwd. Uitgezonderd van de sloop werd het koepelvormige entreegebouwtje aan de noordzijde van het station, de Sonsbeekentree. Dit laatste overblijfsel van het station van Schelling werd in 2010 verplaatst naar Park Presikhaaf om daar dienst te doen als theehuis.
In de herfst van 2008 bleek dat de bouwkosten, die begroot waren op € 65 miljoen, waren opgelopen tot € 90 miljoen. Er was geen enkel bouwbedrijf bereid het riskante ontwerp uit te voeren. Er vond overleg plaats tussen ProRail, de gemeente Arnhem, de betrokken ministeries en diverse aannemers om uit de impasse te komen. Het tekort werd toen grotendeels opgevuld en besloten het project in twee fases te voltooien: eerst de perrontunnel (zodat daarna het tijdelijke station gesloten kon worden) en daarna de terminal zelf, die feitelijk voor de tunnel aan de centrumzijde kwam.
In 2010 moest blijken of de OV-Terminal van UNStudio, Ben van Berkel, het 'hart' van Arnhem Centraal, eigenlijk wel gebouwd kon worden. Het futuristisch vormgegeven nieuwe stationsgebouw was namelijk bijzonder lastig te bouwen. De gemeente Arnhem vreesde dat Arnhem Centraal daardoor veel meer geld zou gaan kosten dan was voorzien. Afzien van het ontwerp van Ben van Berkel was volgens de gemeente geen optie meer. Volgens de oorspronkelijke planning had begin 2009 het nieuwe stationsgebouw voltooid moeten zijn en het vierde perron eind 2010. De verbouwing van fase 1 van Arnhem Centraal (oplevering nieuwe perrontunnel en fietsenstalling) was 2 juli 2011 gereed en daarna verdween het tijdelijke stationsgebouw.
Eind augustus 2011 kwamen de dive-under voor treinen van/naar Nijmegen en Tiel en het nieuwe perron in bedrijf. In het najaar van 2012 begon de bouw van de ov-terminal: een stationshal die perrons, busstation, parkeergarage en fietsenstalling met elkaar verbindt. Het hoogste punt van deze nieuwbouw werd bereikt op 23 januari 2014. Na een relatief lange bouwtijd werd de nieuwe OV-terminal van Ben van Berkel, met een capaciteit van 110.000 trein- en busreizigers per dag, op 19 november 2015 feestelijk geopend.
Bij de officiële opening van het vernieuwde station werd de naam veranderd van station Arnhem naar station Arnhem Centraal. Tot dan toe droegen alleen de vijf drukste hoofdstations van Nederland deze titel (Utrecht, Amsterdam, Rotterdam, Den Haag en Leiden), maar op verzoek van de gemeente werd de naam naar aanleiding van de verbouwing aangepast. De naamswijziging werd in eerste instantie afgewezen om financiële redenen, omdat de aanpassing van alle digitale systemen te duur werd geacht (500.000 à 800.000 euro). Vlak voor de officiële opening gingen NS en ProRail overstag en namen zij de meeste kosten op zich. De gemeente Arnhem, die belang hechtte aan de naamswijziging, betaalde alleen de extra letters op de stationsgevel. De bebording op het station werd in het najaar van 2016 aangepast.

#### Nieuw sleutelproject
De ontwikkeling van het stationsgebied in Arnhem behoorde tot de 'nieuwe sleutelprojecten' van het toenmalige Ministerie van VROM (later opgegaan in het Ministerie van Infrastructuur en Waterstaat), waaronder ook de stationsgebieden van Utrecht Centraal, Den Haag Centraal, Rotterdam Centraal, Amsterdam Zuid en Breda vallen. Het ministerie van infrastructuur, de gemeente Arnhem en de provincie Gelderland waren de belangrijkste financiers van het project Arnhem Centraal.
De aanleiding was de ingebruikname van hogesnelheidstreinen in Nederland. Van plannen voor een hogesnelheidslijn van Arnhem naar Utrecht (de HSL-Oost) werd in 2001 afgezien vanwege de te geringe reistijdwinst en de te hoge kosten. Over het bestaande spoor wordt Arnhem sinds 2000 aangedaan door de ICE Amsterdam-Keulen, later verlengd naar Frankfurt en Bazel.

#### Onderscheidingen
Op 4 oktober 2012 wonnen de perronkappen en de passerelles van het vernieuwde station de Nationale Staalprijs in de categorie utiliteitsbouw.
In 2015 won station Arnhem Centraal De Nationale Betonprijs. In 2016 won het station een internationale Architizer A+ award in de categorie bus- en treinstations. Ook won het station in datzelfde jaar de Heuvelinkprijs voor het beste nieuwbouwproject in Arnhem en The European Concrete Award 2016 in de categorie building. In 2017 won Arnhem Centraal de German Design Award 2018 in de categorie stedelijke ruimte en infrastructuur. In 2018 ontving Arnhem Centraal de Zumtobel Group Award 2017 voor de categorie Stedelijke Ontwikkeling. In 2019 werd de Nationale Innovatieprijs toegekend. In weerwil van de vele prijzen voor het ontwerp is de uitvoering op vele punten slordig en doen roest- en vochtvlekken na enige jaren afbreuk aan de visuele ervaring van dit ontwerp.

## Voorzieningen

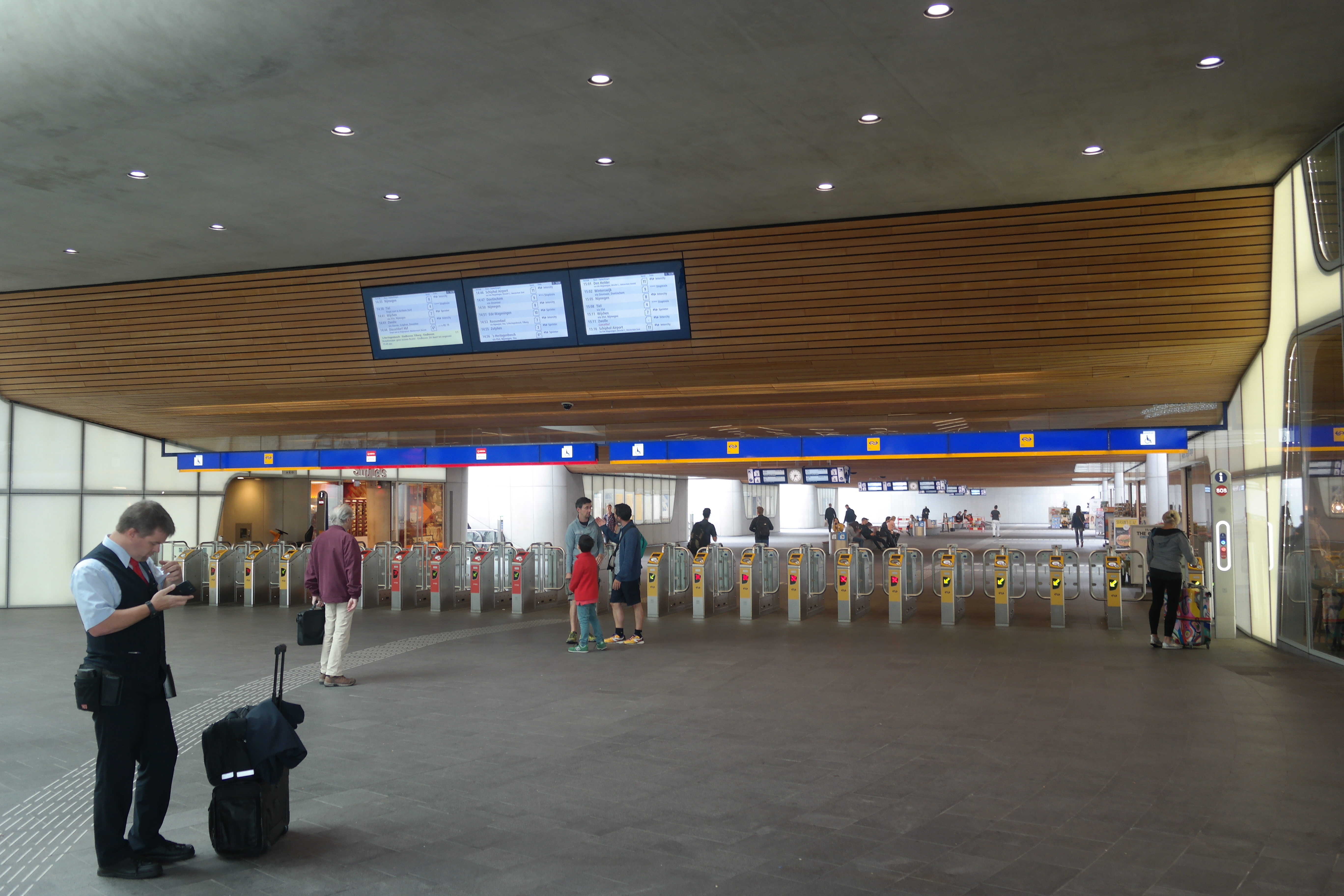
Poortjesgebied

### Diensten
Station Arnhem Centraal is een druk station, wat zich uit in de voorzieningen voor de reizigers. In het station bevindt zich een ov-servicewinkel van NS en Breng, waar reizigers onder andere nationale en internationale vervoersbewijzen kunnen kopen. Verder heeft het station een ondergrondse bewaakte fietsenstalling en bemande toiletten. Aan de voor- en de achterzijde van het station zijn taxistandplaatsen. Onder de stationshal is een ondergrondse parkeergarage.

### Commercie
Er bevinden zich in de reizigerspassage verschillende winkels, restaurants en een VVV. Voor reizigers die langer verblijven op het station is er een zogenaamde stationshuiskamer. Op alle perrons zijn Kiosken te vinden.
Het stationsplein vormt de verbinding tussen het station en de binnenstad. Het werd na de verbouwing van het centraal station in 2015 ingrijpend aangepast. Aan het plein zijn meerdere uitgaanslocaties gevestigd en een hotel.

### OV-chipkaart
Arnhem Centraal is een station met poortjes. Het station is een gemeenschappelijk poortjesgebied voor de verschillende vervoerders op het station; in de stationstunnel en bij de ingang Sonsbeekzijde zijn poortjes te vinden van NS en poortjes voor Arriva en Breng. Voor overstappende reizigers zijn op de perrons paaltjes te vinden, waar reizigers tussen de verschillende vervoerders kunnen omchecken. Sinds 2016 zijn de poortjes gesloten, reizigers met internationale vervoersbewijzen zonder QR-code kunnen zich wenden tot het in het station aanwezige servicepersoneel.

## Verbindingen

### Trein
De volgende treinseries stoppen in de dienstregeling 2025 te Arnhem:
| Serie          | Treinsoort                           | Route | Bijzonderheden |
| -------------- | ------------------------------------ | --- | --- |
| 100 ICE 43     | Intercity-Express (NS International) | Amsterdam Centraal – Utrecht Centraal – Arnhem Centraal – Oberhausen Hbf – Duisburg Hbf – Düsseldorf Hbf ] / [ Hannover Hbf – Minden (Westf) – Herford – Bielefeld Hbf – Gütersloh Hbf – Hamm (Westf) – Hagen Hbf – Wuppertal Hbf ] – Köln Hbf – Siegburg/Bonn – Frankfurt (Main) Flughafen Fernbahnhof – Mannheim Hbf – Karlsruhe Hbf – Offenburg – Freiburg (Breisgau) Hbf – Basel Bad Bf – Basel SBB | Eén keer per dag tussen Amsterdam en Basel. |
| 120/220 ICE 78 | Intercity-Express (NS International) | Amsterdam Centraal – Utrecht Centraal – Arnhem Centraal – Oberhausen Hbf – Duisburg Hbf – Düsseldorf Hbf – Köln Hbf – Frankfurt (Main) Flughafen Fernbahnhof – Frankfurt (Main) Hbf | Wordt aangevuld door de serie 100 / ICE 43. |
| 3000           | Intercity (NS)                       | Nijmegen – Arnhem Centraal – Ede-Wageningen – Veenendaal-De Klomp – Driebergen-Zeist – Utrecht Centraal – Amsterdam Centraal – Zaandam – Alkmaar – Den Helder | Veenendaal-De Klomp wordt alleen na 19:00 bediend door deze serie. |
| 3100           | Intercity (NS)                       | Den Haag Centraal – Leiden Centraal – Schiphol Airport – Amsterdam Bijlmer ArenA – Utrecht Centraal – Veenendaal-De Klomp – Ede-Wageningen – Arnhem Centraal – Nijmegen | Rijdt na circa 22:30, zaterdagochtend tot circa 9:00 en op zondagochtend tot circa 10:00 niet tussen Nijmegen en Utrecht Centraal v.v. Stopt alleen van vrijdag t/m zondag tot circa 19:00 te Veenendaal-De Klomp. |
| 3200           | Intercity (NS)                       | Arnhem Centraal – Ede-Wageningen – Utrecht Centraal – Amsterdam Zuid – Schiphol Airport – Leiden Centraal – Den Haag HS – Delft – Rotterdam Centraal | Stopt niet te Schiedam Centrum. Rijdt alleen van maandag tot en met donderdag tot circa 19:00. |
| 3600           | Intercity (NS)                       | Roosendaal – Breda – Tilburg – 's-Hertogenbosch – Nijmegen – Arnhem Centraal – Dieren – Zutphen – Deventer – Zwolle | |
| 6600           | Sprinter (NS)                        | Dordrecht – Breda – Tilburg – 's-Hertogenbosch – Nijmegen – Arnhem Centraal | Rijdt alleen doordeweeks tot 19:00 uur tussen Nijmegen en Arnhem Centraal v.v. |
| 7500           | Sprinter (NS)                        | Ede-Wageningen – Arnhem Centraal | |
| 7600           | Sprinter (NS)                        | Wijchen – Nijmegen – Arnhem Centraal – Dieren – Zutphen | 's Avonds na 20:00 uur en op zondag wordt er niet tussen Nijmegen en Wijchen v.v. gereden en wordt 1x per uur gereden tussen Arnhem Centraal en Zutphen v.v. |
| 20000 RE 19    | Regional-Express (VIAS)              | Arnhem Centraal – Zevenaar – Emmerich-Elten – Emmerich – Wesel – Oberhausen Hbf – Duisburg Hbf – Düsseldorf Flughafen – Düsseldorf Hbf | Rhein-IJssel-Express |
| 21430          | Intercity (NS)                       | Utrecht Centraal – Driebergen-Zeist – Veenendaal-De Klomp – Ede-Wageningen – Arnhem Centraal – Elst – Nijmegen | Nachtnet. Rijdt alleen in de nachten van vrijdag op zaterdag en zaterdag op zondag. Stopt richting Utrecht Centraal niet in Veenendaal-De Klomp en Driebergen-Zeist. |
| 30700 RS 32    | Stoptrein (Hermes)                   | Arnhem Centraal – Doetinchem | Rijdt onder de naam brengdirect en rijdt niet in de avonduren (na 20:00 uur) en het weekend. Verzorgt samen met Arriva een kwartierdienst tussen Arnhem en Doetinchem. |
| 30900 RS 32    | Stoptrein (Arriva)                   | Arnhem Centraal – Doetinchem – Terborg – Winterswijk | Rijdt op zondag ochtend slechts 1x per uur richting Winterswijk. Vormt dan tussen Arnhem en Terborg een 30 minuten dienst met 36900. Op zondag ochtend begint de rit richting Arnhem 1x per uur in Winterswijk en 1x per uur in Terborg. Verzorgt samen met Hermes (die onder de naam brengdirect rijdt) doordeweeks tot 20:00 uur een kwartierdienst tussen Arnhem en Doetinchem. |
| 31100 RS 33    | Stoptrein (Arriva)                   | Arnhem Centraal – Elst – Tiel | Stopt niet te Arnhem Zuid. |
| 36900 RS 32    | Stoptrein (Arriva)                   | Arnhem Centraal – Doetinchem – Terborg | Rijdt op zondagochtend 1 keer per uur richting Terborg. Vormt dan tussen Arnhem en Terborg een 30 minuten dienst met 30900. Rijdt niet op maandag tot en met zaterdag. Rijdt niet richting Arnhem. |

### Stads- en streekvervoer
Station Arnhem Centraal is het belangrijkste busstation van Arnhem, en is het eindpunt van veel streekbussen. De Arnhemse trolleybus heeft het station als belangrijk knooppunt, en heeft een eigen busstation voor het stationsgebouw.

## Afbeeldingen

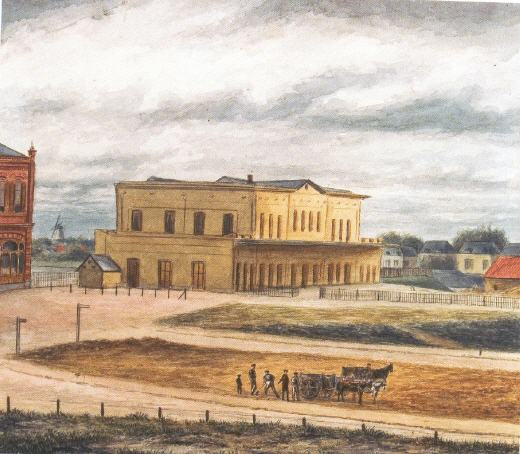
Station Arnhem in 1870.
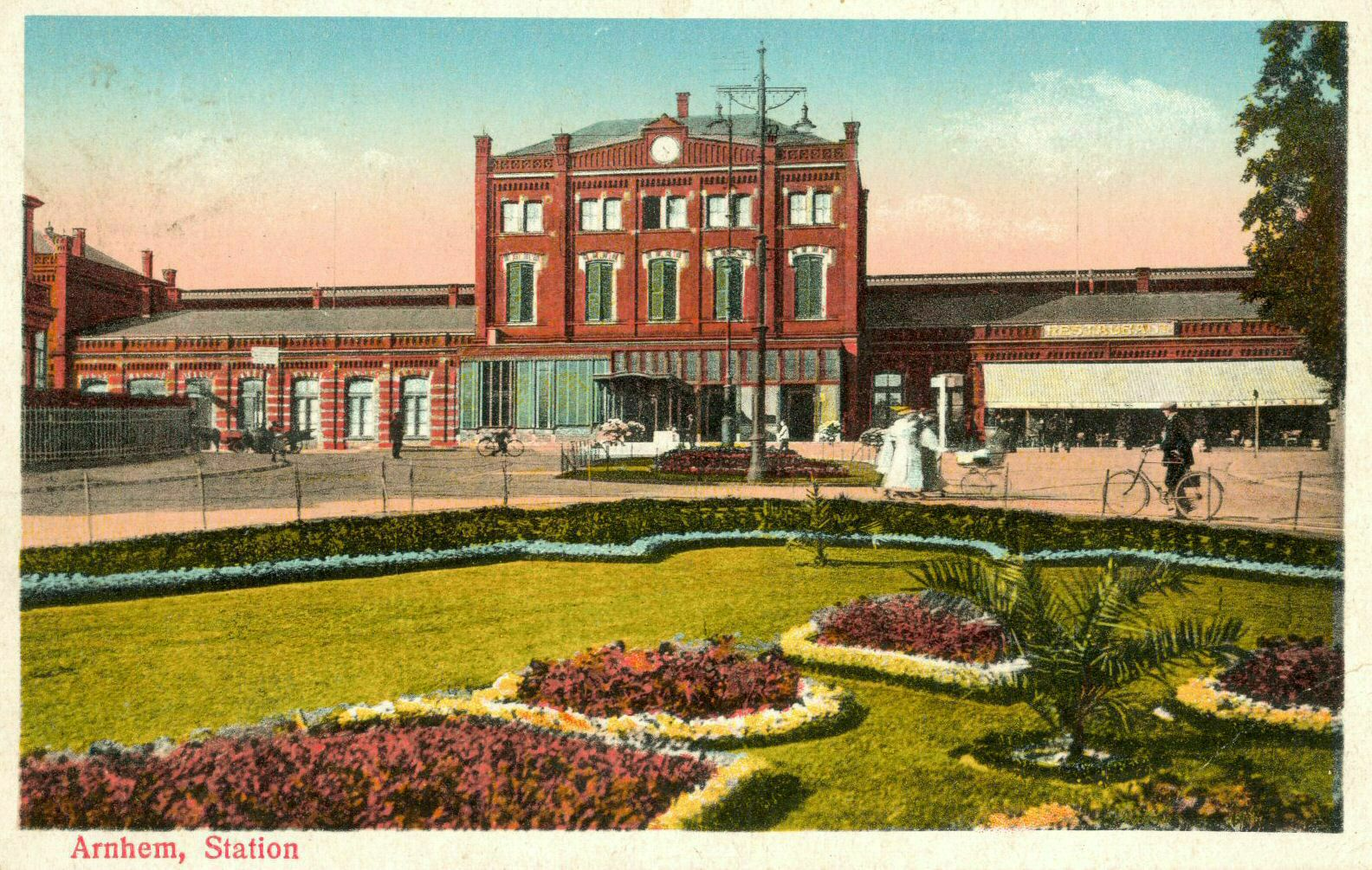
Station Arnhem, 1920-1925
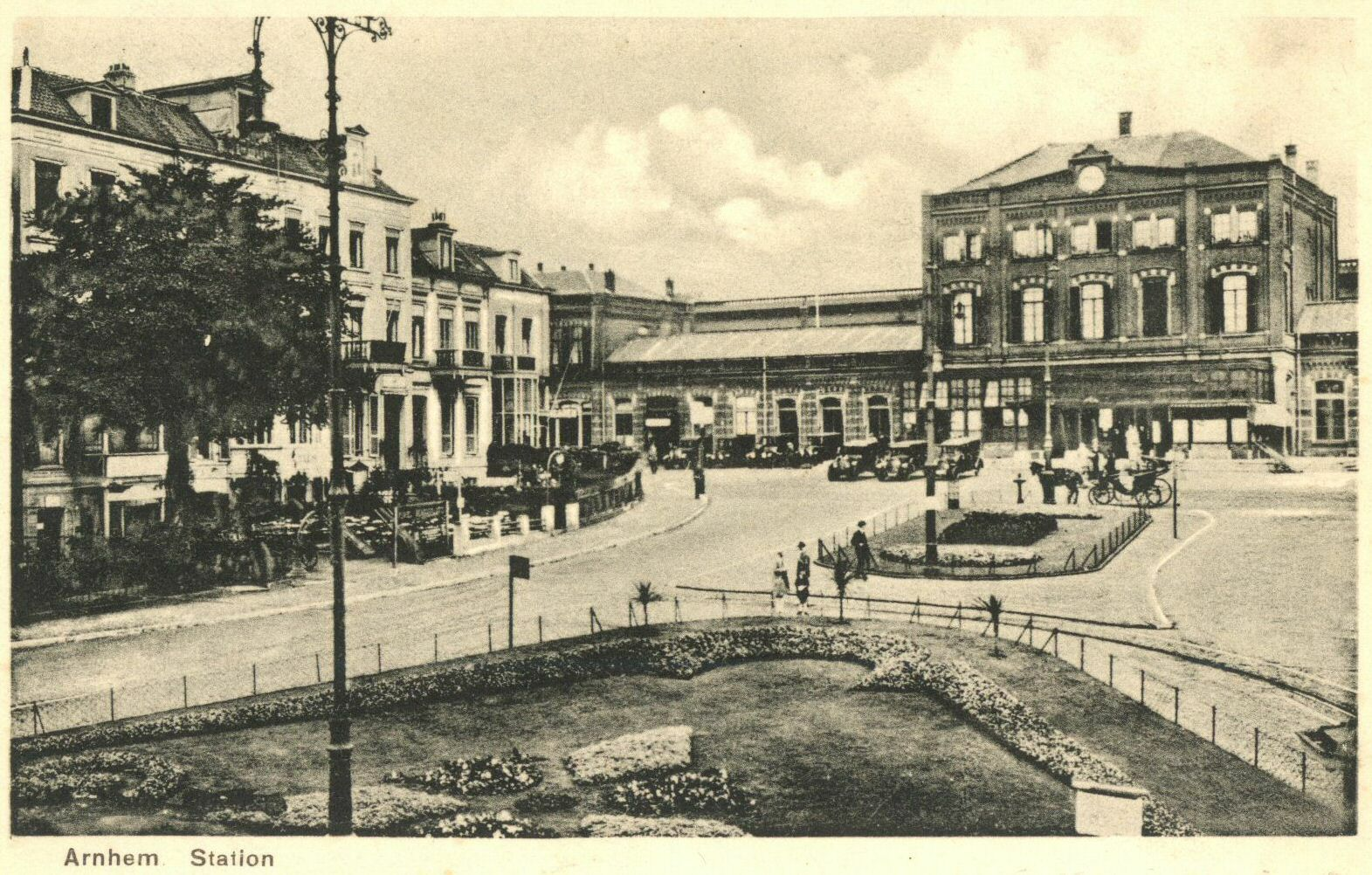
Station Arnhem, 1932-1935
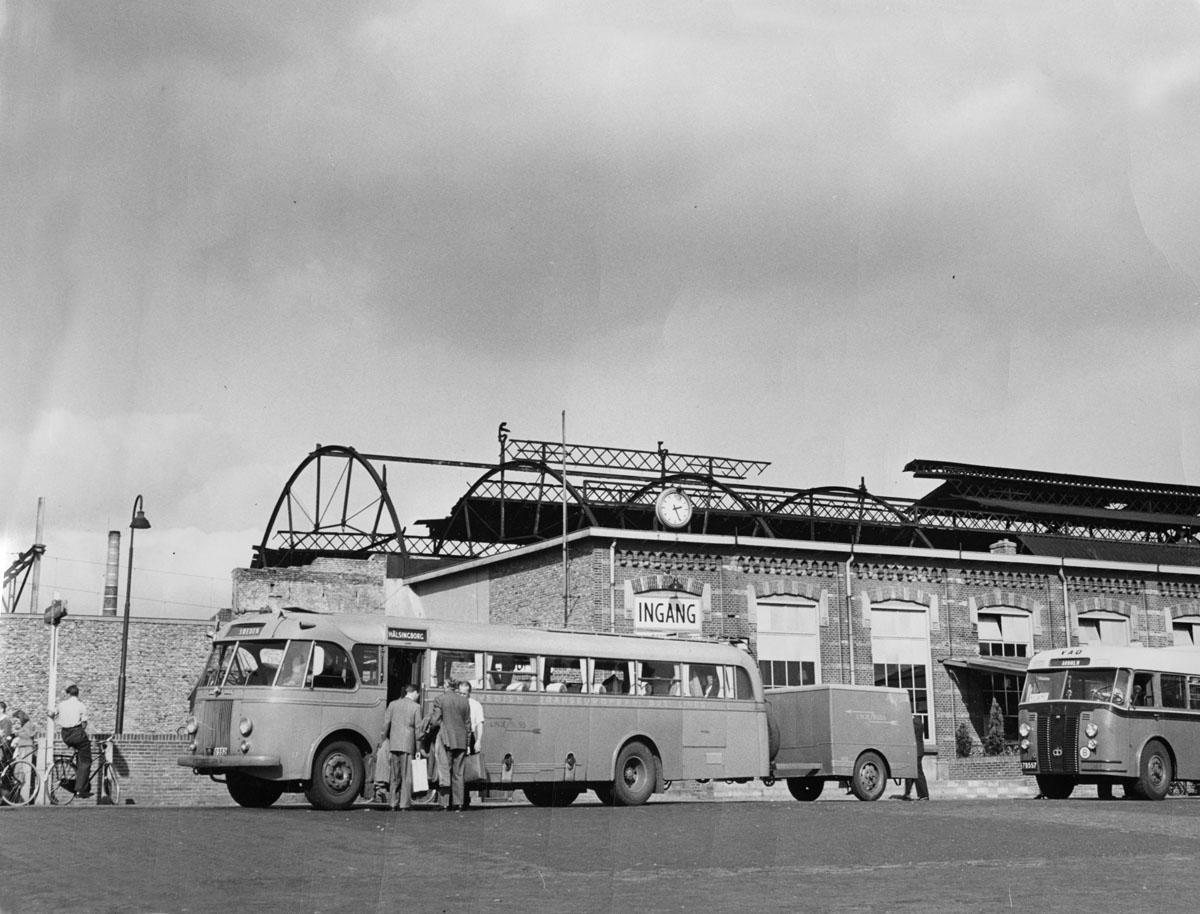
Het in 1944 beschadigde station, foto 1949.
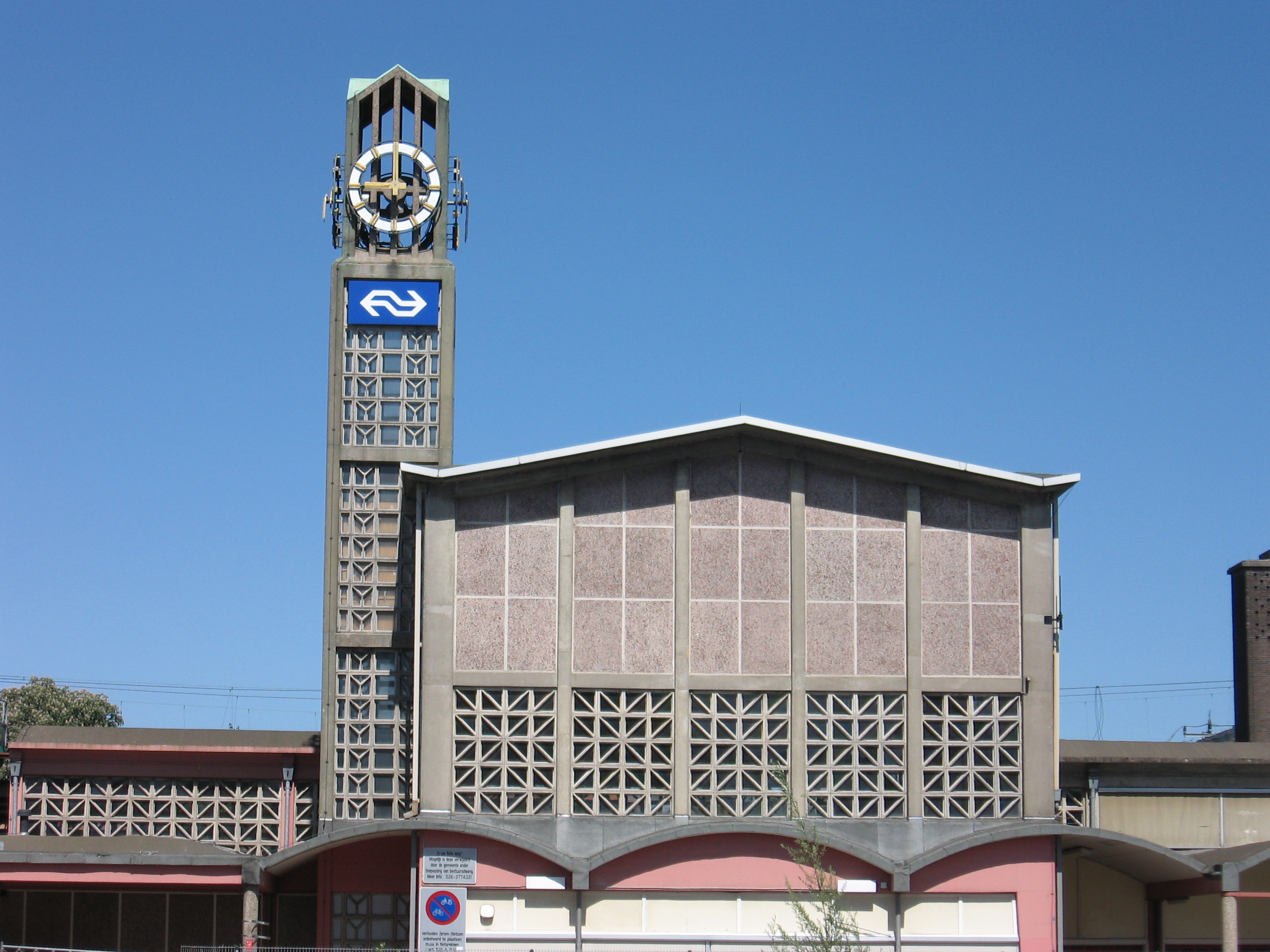
Het station van Schelling uit 1954, foto 2007.
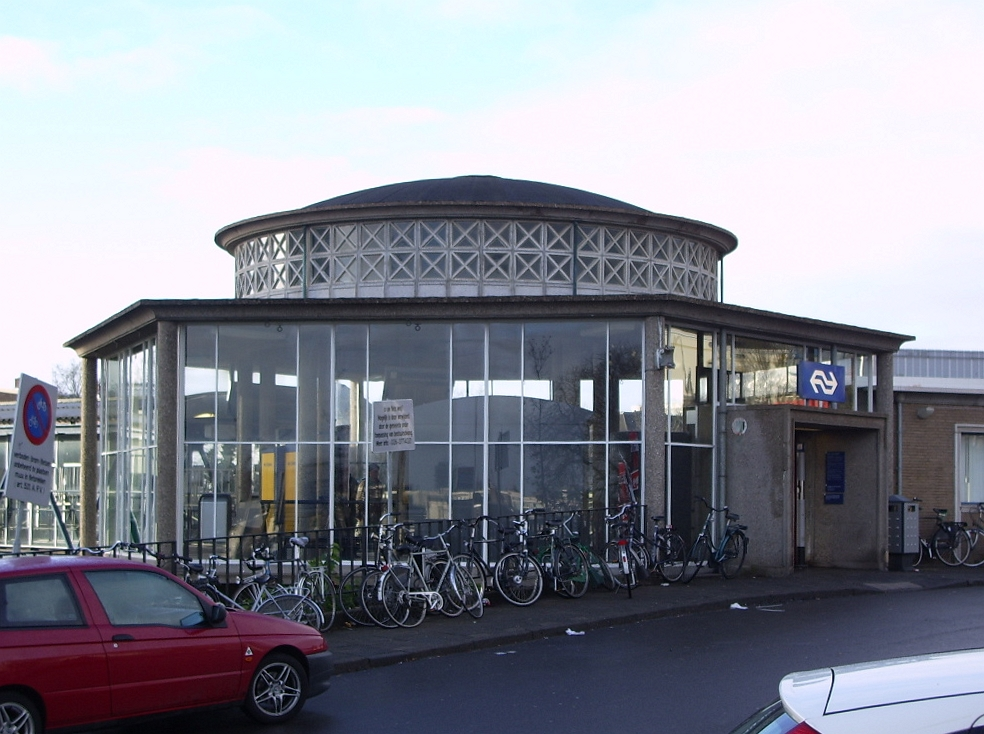
Oude stationstoegang Sonsbeekzijde; december 2005.
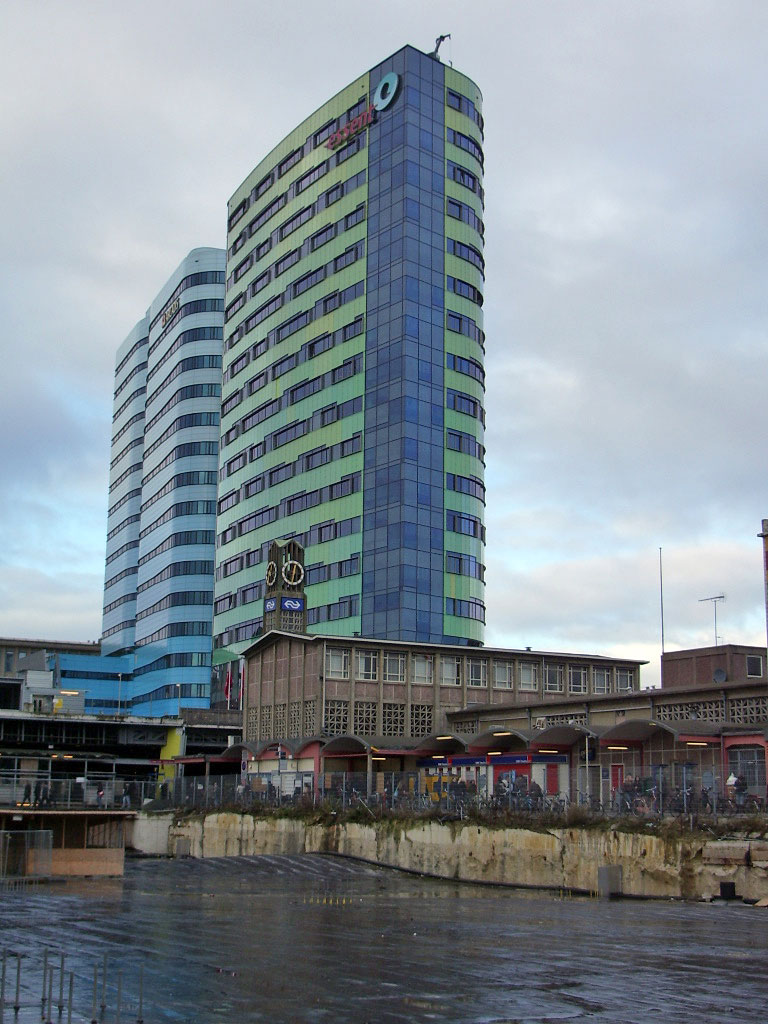
Het oude stationsgebouw voor de al gerealiseerde kantoortorens; december 2005.
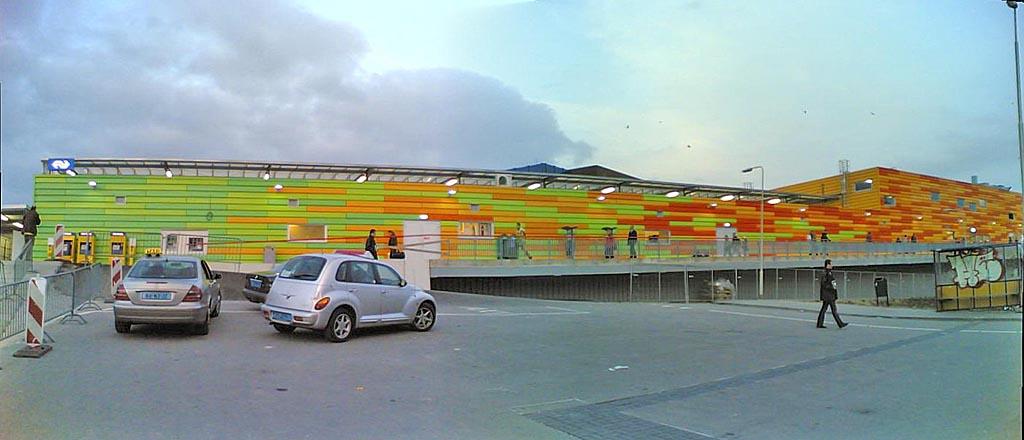
Tijdelijk station voorzijde; oktober 2006.
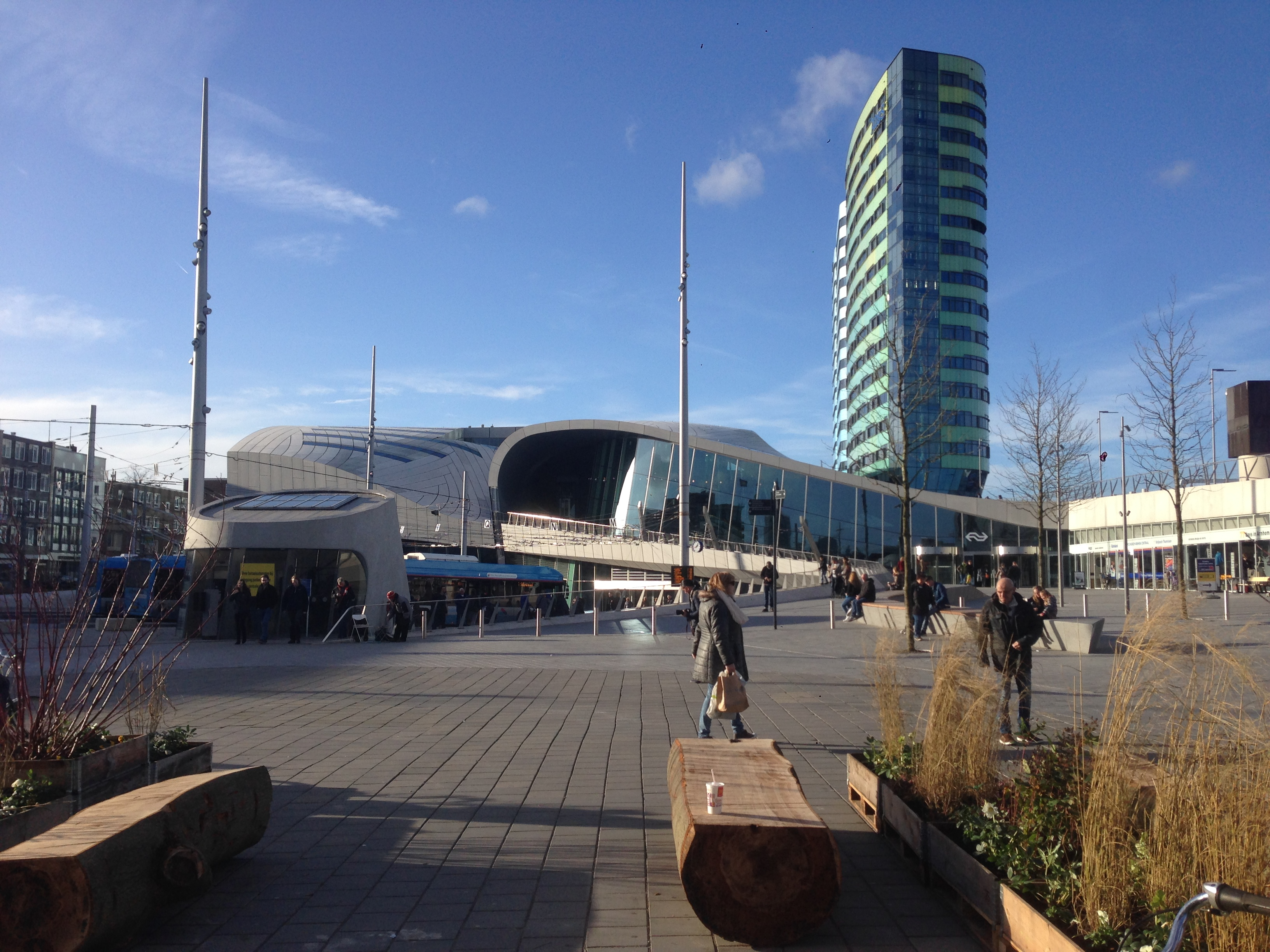
Arnhem Centraal Station; januari 2016.
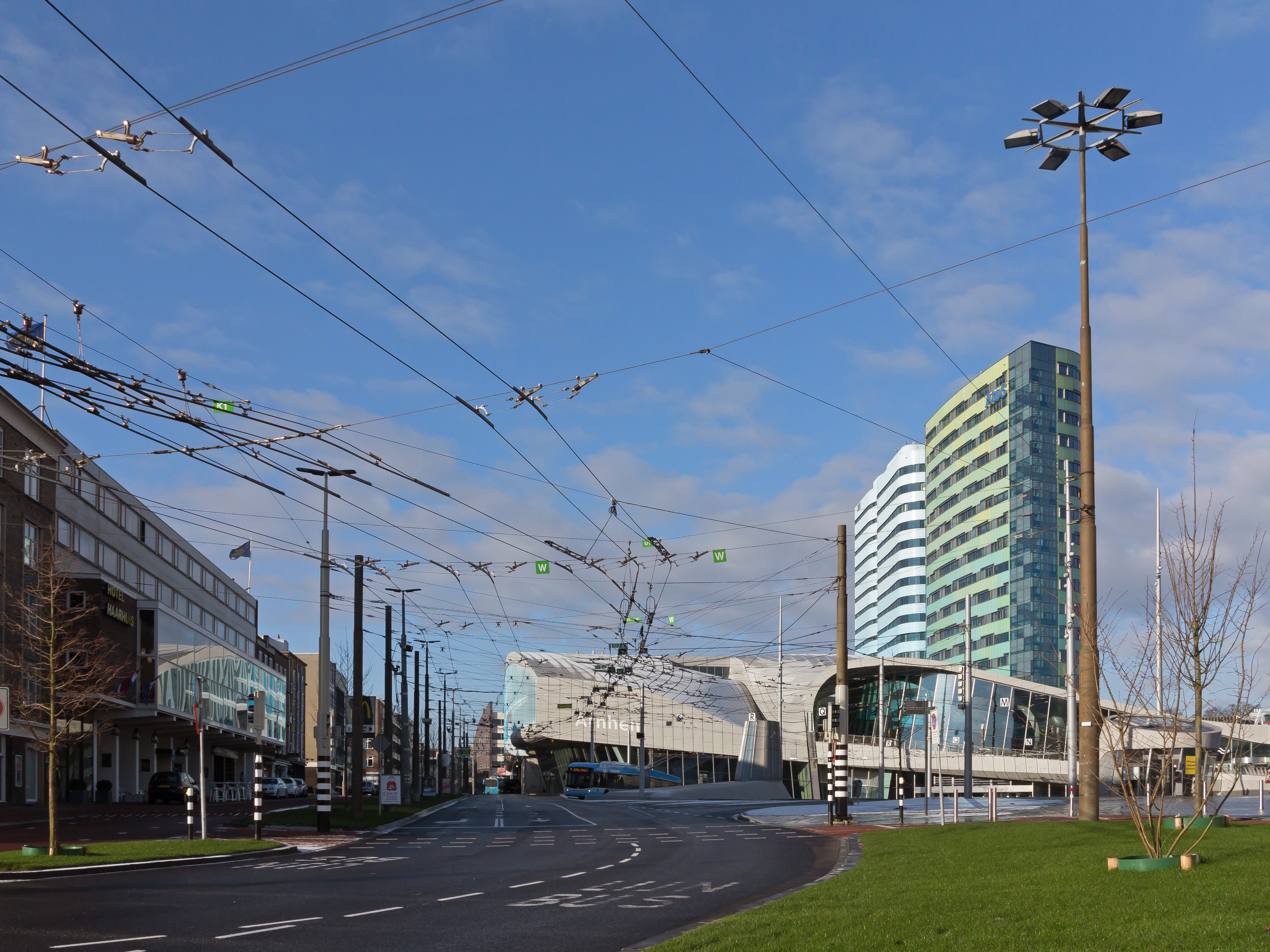
Arnhem Centraal Station; januari 2016.
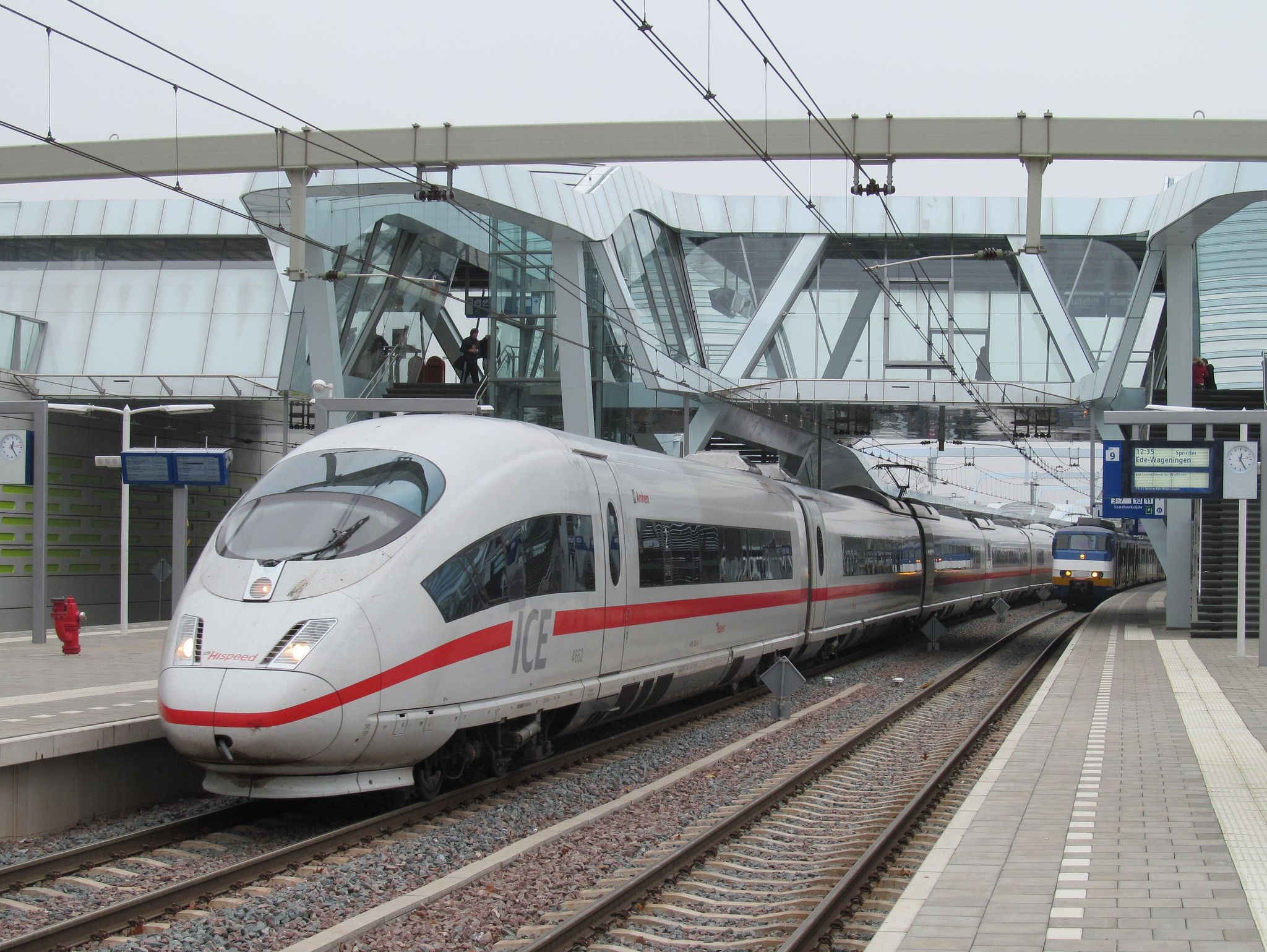
Arnhem Centraal station; 2016.
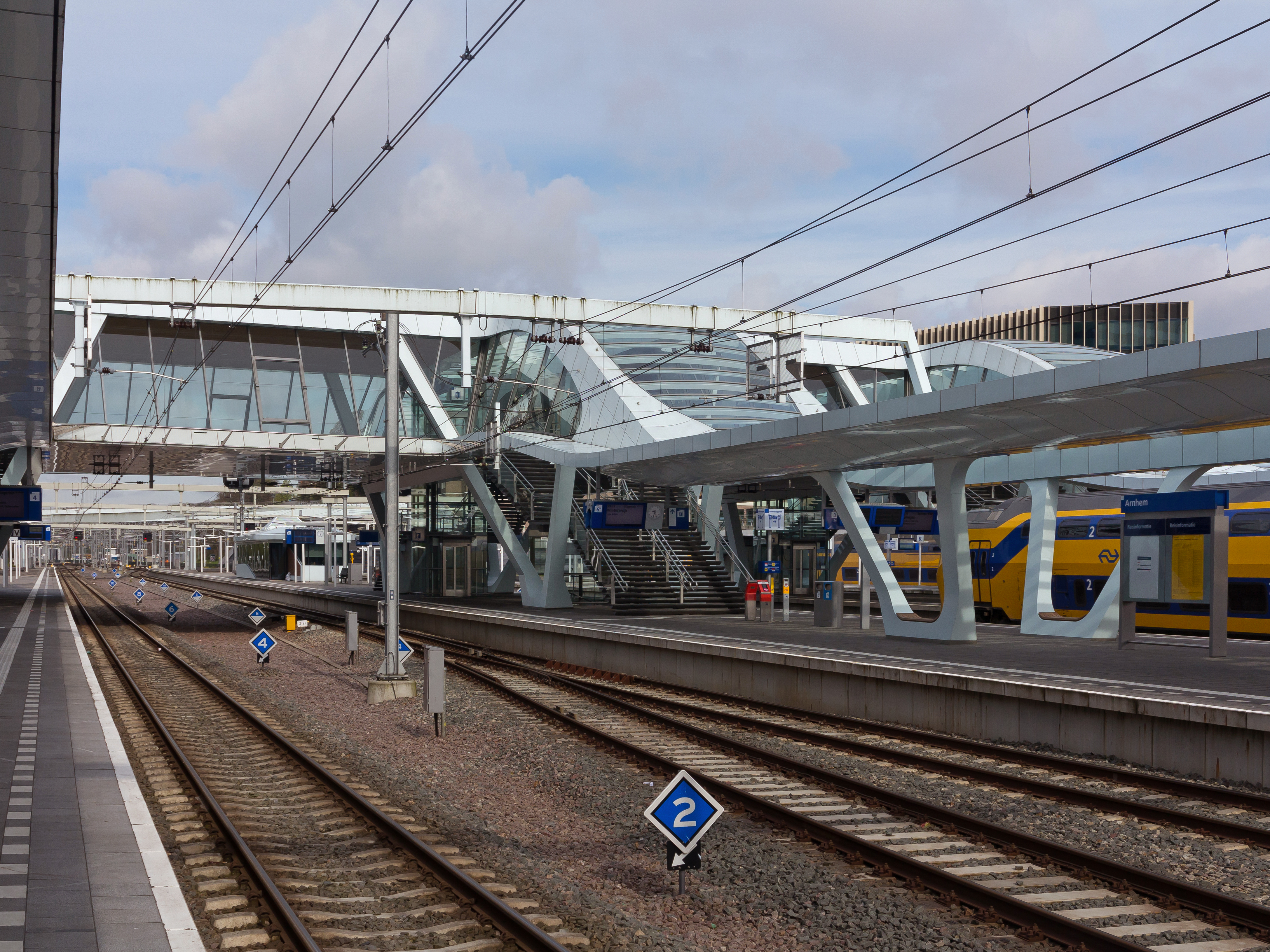
Perron en traverse; april 2016.
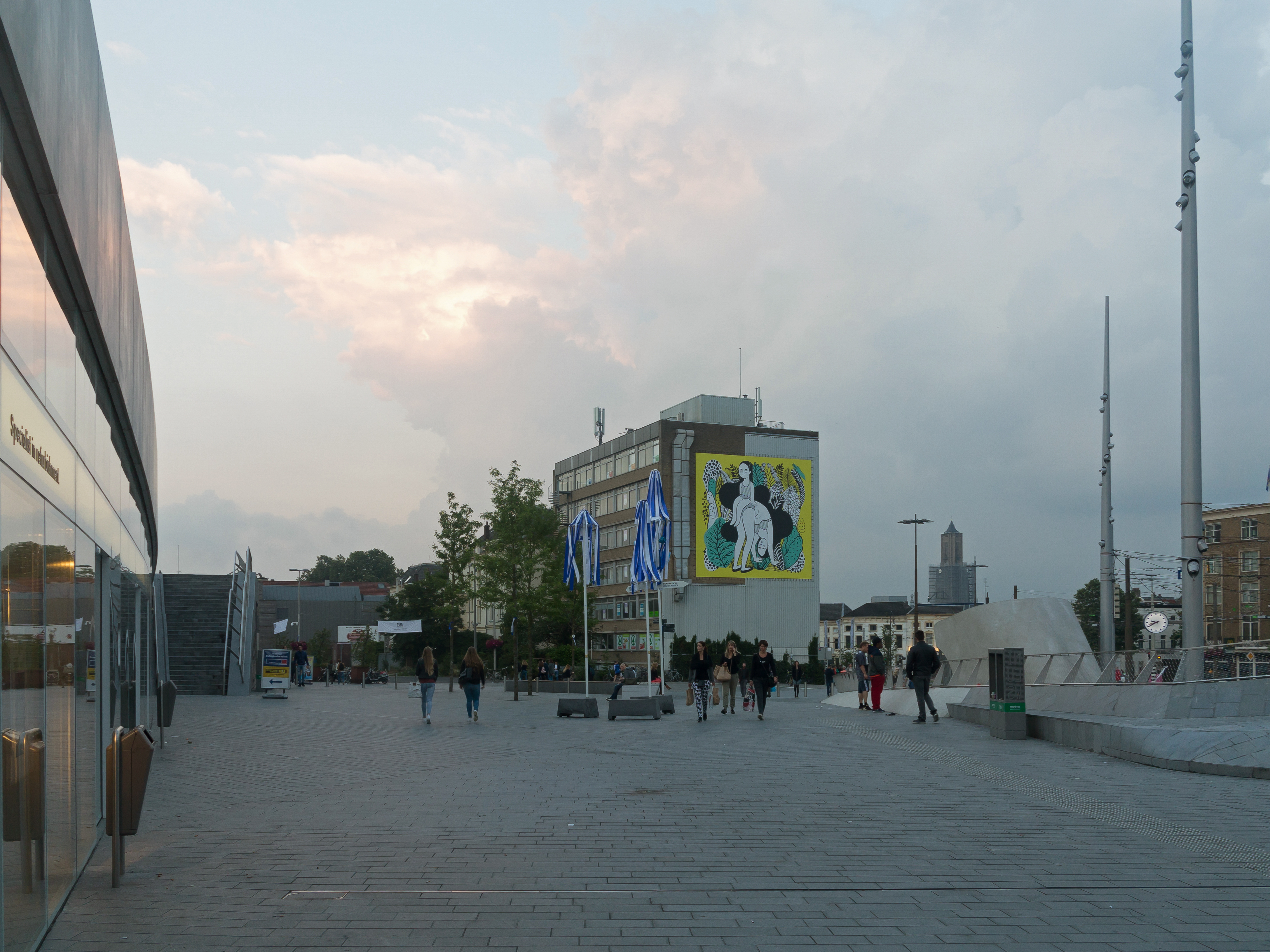
Het plein voor het station.
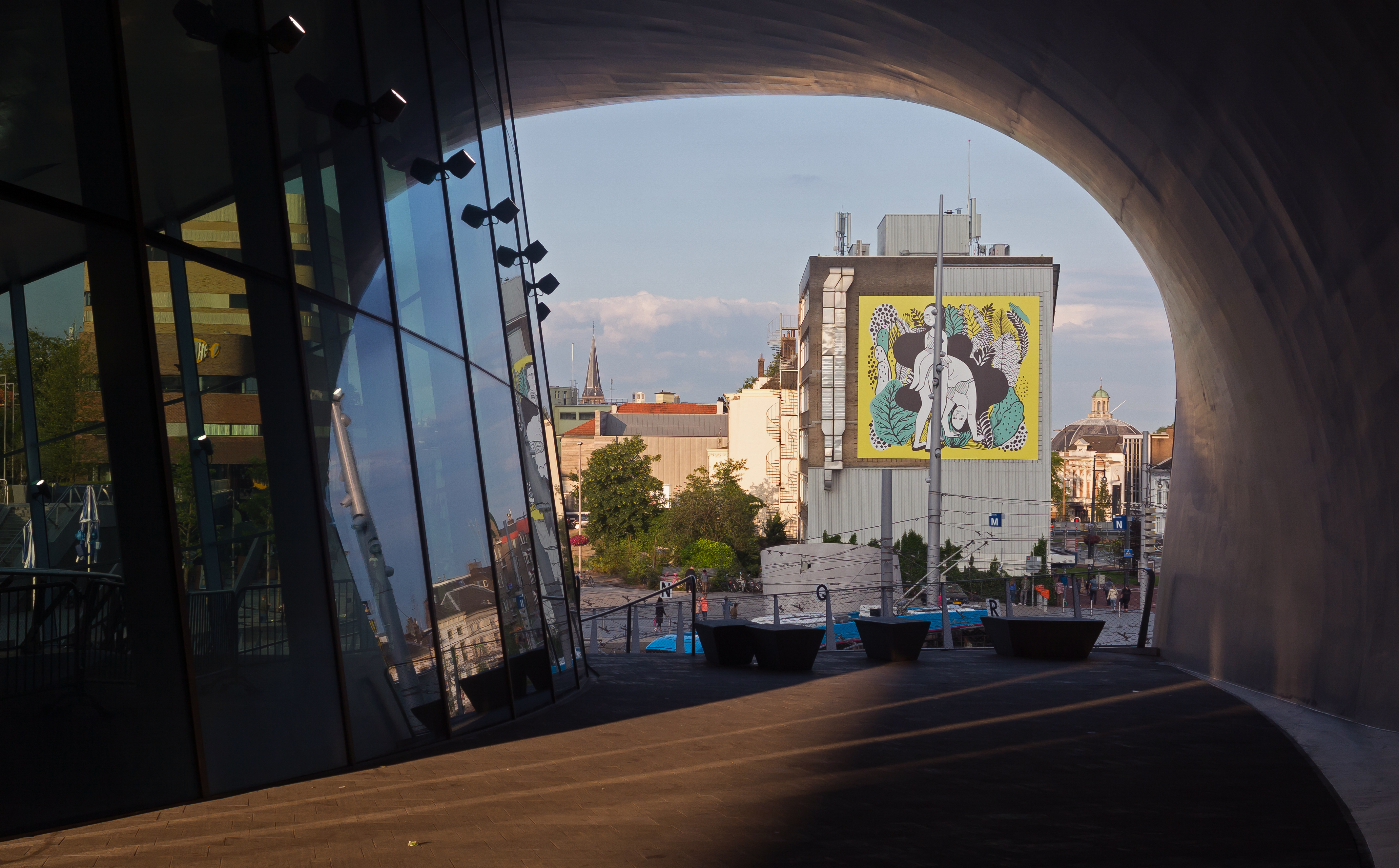
De tekening op de muur van het plein.
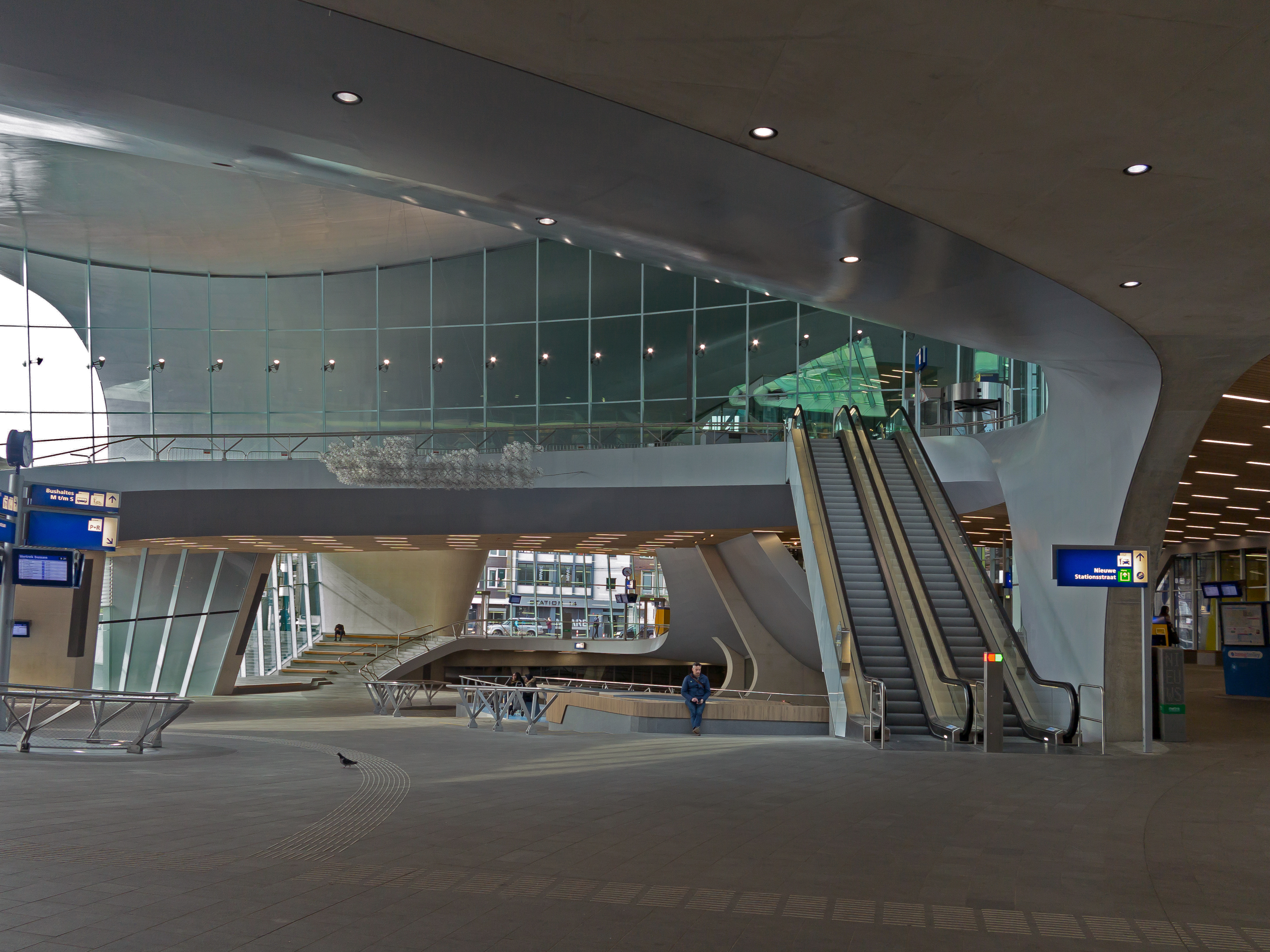
De trap in het stationsgebouw.
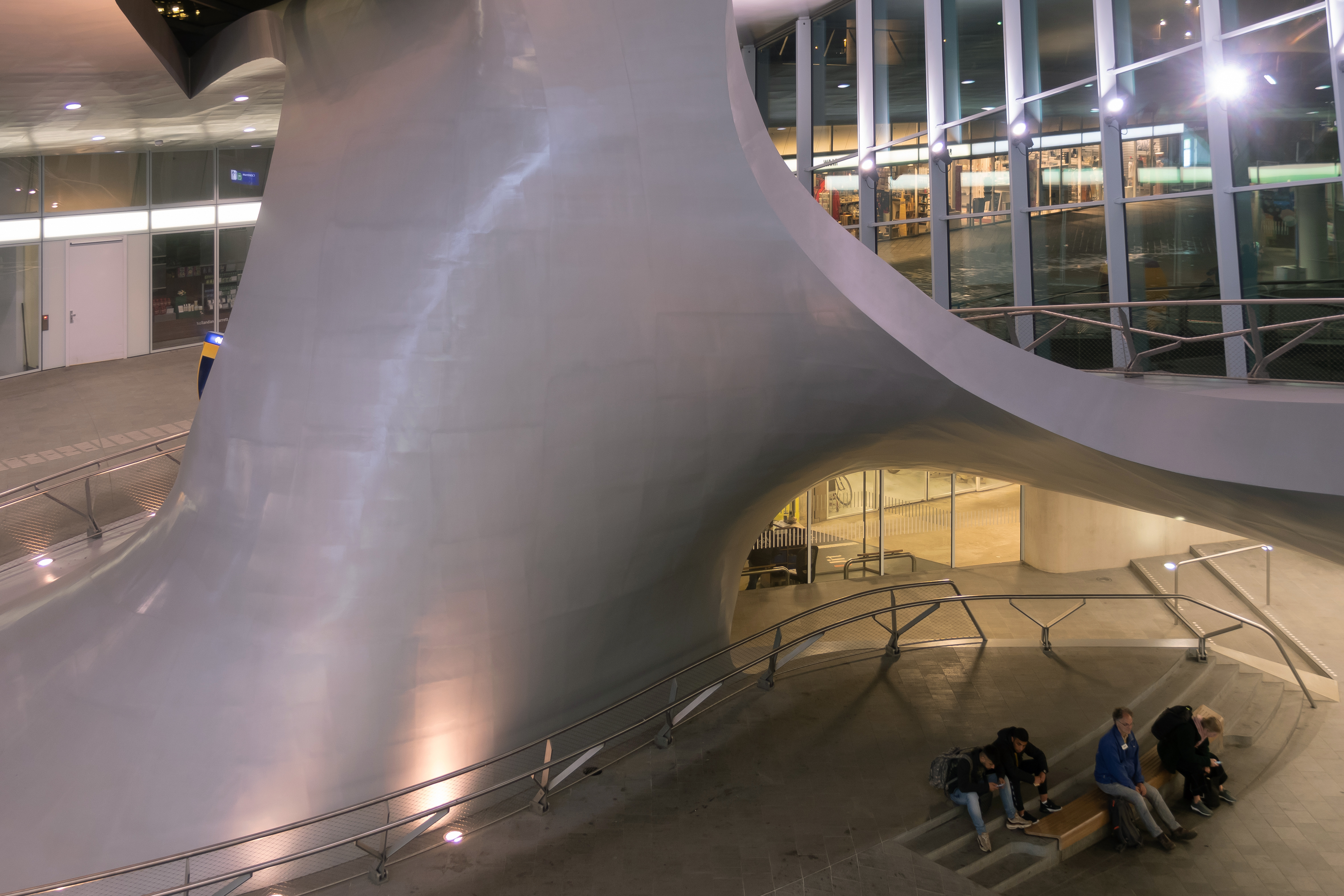
De Fronttwist in het stationsgebouw
- Bioscoopjournaal uit januari 1938. Anton Philips en zijn vrouw vertrekken per stoomtrein van het station van Arnhem. Zij gaan op reis naar Nederlands-Indië.

## Ontwikkeling aantal reizigers
Het aantal door NS vervoerde reizigers (per gemiddelde werkdag) ontwikkelde zich sedert 2019 als volgt:
| Jaar | Aantal reizigers |
| ---- | ---------------- |
| 2019 | 53.366           |
| 2020 | 24.176           |
| 2021 | 25.653           |
| 2022 | 37.482           |
| 2023 | 44.040           |
| 2024 | 43.362           |